# Кусака, Ёко
Ёко Кусака (яп. 久坂葉子 Кусака Ё:ко, 27 марта 1931 года, г. Кобе, преф. Хёго — 31 декабря 1952 года) — японская писательница послевоенного времени с коротким, но ярким и плодотворным творческим путем. Публиковалась в журнале «V I K I N G», в 19 лет была номинирована на Премию имени Акутагавы Рюноскэ наряду с такими литераторами, как Рёити Цудзи , Хотта Ёсиэ и др. У Кусака был сложный характер и непростая судьба. На её долю выпали трудности, с которыми молодая девушка была не в состоянии справиться: непонимание в семье, запретная любовь, внутриличностный конфликт, творческий кризис. Всё это находит отражение в творчестве Кусака, делая её работы особенно личными и гнетущими. На счету писательницы были четыре попытки самоубийства, последняя из которых увенчалась успехом. Непосредственным поводом для неё стала неразделённая любовь к женатому мужчине, фигурирующему в последней новелле Кусака «И вновь прощайте» (яп. 幾度目かの最期 Икудомэка-но сайго) под именем Мицумура.

## Биография

### Ранние годы
Кусака Ёко родилась 27 марта 1931 года в Кобе, префектура Хёго, и была вторым ребёнком в семье отца Ёсикума и матери Хисако. При рождении получила имя Кавасаки Сумико. Её отец Ёсикума Кавасаки был потомком Сёдзо Кавасаки, основателя судостроительной верфи Кавасаки (в настоящее время Kawasaki Heavy Industries Ltd.).
С 5 лет Ёко посещала детский сад при училище «Сёэ», где изучала традиционный японский танец нихон-буё и игру на пианино. В 1937 году поступила в Муниципальную начальную школу Суваяма в Кобе. В этот период под влиянием отца Ёко начала писать хайку и танка. Затем в апреле 1943 года она перешла в школу для девочек Яматэ. После выпуска в ноябре 1947 года Ёко поступила в женский колледж Соаи на специальность «Фортепиано», однако уже в следующем месяце бросила учёбу и устроилась на работу продавщицей изделий из шерсти.

### Литературный дебют и номинация на Премию имени Рюноскэ Акутагавы
Кусака Ёко с детства проявляла интерес к литературе. Под влиянием отца, сочинявшего хайку, она состояла в обществе поэтов хайку и даже опубликовала несколько стихотворений в журналах «Хякусэй» (яп. 百世 Хякусэй) и «Литературный клуб» (яп. 文章倶楽部 Бунсё: курабу) под своим настоящим именем. Но уже через полгода она бросила поэзию и в течение следующих трёх месяцев писала «в стол».
Сама писательница считала, что её истинный литературный путь начался в 1949 году, когда она «родилась» как Кусака Ёко. Познакомившись через подругу с Симао Тосио, она присоединилась к журналу «ＶＩＫＩＮＧ» под наставничеством Фудзи Масахару. В сентябре того же года в десятом номере журнала был опубликован рассказ «Нюбай» (яп. 入梅 Ню:бай) наряду со стихотворениями «Луна и плоды персика» (яп. 月ともものみ Цуки то момо-но ми) и «Ушедший» (яп. 往んだ人 Инда хито). В результате юная писательница впервые стала известна в литературных кругах как Кусака Ёко. На очередном собрании журнала в Осакском университете это произведение получило неоднозначные оценки, но Фудзи Масахару так высказался о Кусака: «Глядишь, через год её номинируют на премию Акутагавы!». Тогда никто, включая саму писательницу, не подозревал, что эти слова окажутся пророческими.
Следующим в журнале «V I K I N G» был опубликован семидесятистраничный рассказ «Распадающийся мир» (яп. 落ちてゆく世界 Отитэюку сэкаи). Перед этим, по совету Вакасуги Кэй, Кусака отправила эту работу в токийский журнал «Литературная столица» (яп. 文芸首都 Бунгэи сюто), но его публикацию не одобрили. Тем не менее, «Распадающийся мир» привлёк внимание компании «Творчество» (яп. 作品社 Сакухин-ся) и в 1950 году был размещён в пятом выпуске её журнала под новым названием «Признание Домино» (яп. ドミノのお告げ Домино-но оцугэ). В августе того же года Кусака получила срочную телеграмму от Маэда Суминори о том, что «Признание Домино» номинировали на 23-ю Премию имени Рюноскэ Акутагавы. Несмотря на то, что она не стала лауреатом, это событие оказало большое влияние на писательницу, заставив её по-другому взглянуть на своё творчество.
Не согласная с тем, как изображали женщин в своих произведениях другие писательницы-современницы, Кусака Ёко писала в основном о женщинах в соответствии со своими представлениями, стараясь рассмотреть их с разных сторон. Это явственно прослеживается в её романе «Пепельные воспоминания», где, как отмечала сама Кусака, она «пыталась показать не столько свой путь, сколько путь взросления каждой женщины». О работе положительно отозвался Фудзи Масахару. Кроме того, лауреат Премии имени Акутагавы Рюноскэ 1949 года Иноуэ Ясуси оценил «Пепельные воспоминания» как «превосходное произведение» и рекомендовал его в литературных кругах. Однако признания оно не получило.
Кусака Ёко тяжело пережила холодное отношение публики к работе, которую оценивала намного выше, чем номинированное на премию «Признание Домино». Разочаровавшись в своих способностях, в феврале 1951 года она покинула «V I K I N G».

### «Пора пустоты и турбулентности»
Уход из журнала положил начало её «турбулентной жизни», ознаменованной частой сменой рода деятельности. В августе 1951 года девушка устроилась на две работы: в рекламный отдел косметической компании и на радиостанцию NJB (в настоящее время Mainichi Broadcasting System). Через месяц первую работу она сменила на сценическое чтение известных рассказов. В течение полугода после выхода программы в эфир проводила чтения для Библиотеки женской литературы (яп. 女性教養文庫 Дзёсэи гё:ё: бунко). В этот период Ёко также сочинила несколько детских пьес и попробовала себя в роли режиссёра. Этот этап жизни писательницы был насыщенным, но далеко не счастливым. Ни от одного из перепробованных занятий она не получала удовлетворения, которое ей могло принести только литературное творчество. Однако писать она больше не могла. На «пору пустоты», в которую Кусака вступила после ухода из «V I K I N G», пришлась лишь одна её публикация в январе 1952 года — новелла «Холмистая дорога» (яп. 坂道 Сака мити), написанная на заказ для газеты газеты «Новый ежедневник Кобе» (яп. 神戸又新日報 Ко: бэ ю: син ниппо:).

### Возвращение в «V I K I N G»
Спустя год Ёко ушла из обеих компаний и отправилась на Кюсю, но совсем скоро в импульсивном порыве вновь вернулась в город. Осознание своей несостоятельности во всех важных для неё сферах подтолкнуло девушку к попытке самоубийства. Ёко выжила, но почти сразу заболела туберкулёзом лёгких, который потребовал интенсивного полугодового лечения. В марте 1952 года она вернулась в «V I K I N G», где стала публиковать свои старые рукописи. Недолгое время девушка увлекалась драматургией. Её пьеса, написанная в мае 1952 года, положила начало функционированию Научно-исследовательского института драматургии в Кобе, на церемонии открытия которого в октябре она провела поэтические чтения.
Прочтение романа «Гостья» Симоны де Бовуар вдохнуло новую жизнь в творчество писательницы, приведя её к мысли, что лишь признание окружающих способно придать существованию ценность. В попытке выразить эту идею, а также присущий каждому человеку внутренний конфликт Кусака взялась за написание своего последнего серьёзного романа — «Момента величия» (яп. 華々しき瞬間 анабанасии сюнкан). Когда она принесла работу на 150 страниц Фудзи Масахару, тот оценил её резко негативно. Однако Кусака не пала духом и, переписав роман, отправила его в журнал «ＶＩＬＬＯＮ». Позже в автобиографии «Жизнь и смерть Кусака Ёко» она описала «Момент величия» как «произведение, погубившее Кусака Ёко».
Вслед за публикацией в «ＶＩＬＬＯＮ» на писательницу обрушился шквал критики. Вновь работа, которую она «родила в муках», оказалась отвергнута обществом. Кусака окончательно убедилась в тщетности своих усилий: как бы сильно она ни старалась, ей не удалось создать нечто великое.

### Личная жизнь
Фрустрация девушки усугублялась сложностями в личной жизни. Драма Кусаки заключалась в том, что она состояла в отношениях сразу с тремя мужчинами, при этом по-настоящему любила только одного — Мицумуру, который, однако, не отвечал ей взаимностью. Страдая от неразделённых чувств, девушка несколько раз пыталась свести счёты с жизнью. Чтобы предотвратить самоубийство Кусаки, Мицумура сделал ей предложение. Но при следующей встрече, сильно напившись, «наговорил ей ужасных вещей». Желая прояснить истинные чувства Мицумуры, Кусака попросила его связаться с ней до 10 вечера 30 декабря, однако звонка так и не поступило. Кусака лишилась последнего, что удерживало её в этом мире — надежды на личное счастье с Мицумурой.

### Предсмертная новелла и самоубийство
С 28 декабря до раннего утра 31 декабря 1952 года Кусака Ёко работала над новеллой «И вновь прощайте», впоследствии ставшей её предсмертной запиской. Сама писательница представила это произведение так: «Это моя последняя работа. Это не роман. Всё правда. Исповедь моего сердца». В центре сюжета — терзания Кусаки, мечущейся между тремя мужчинами: Мицумурой, Тамурой и Кито. Она заключает «брачный контракт» с торговцем духами Тамурой, но на самом деле продолжает любить одного лишь пьяницу Мицумуру.
Завершив новеллу, Кусака отправилась в Киото и передала рукопись Мицумуре, после чего приехала на станцию Ханкю Рокко. Это было памятное для неё место: там находился дом Симао Тосио, куда она впервые принесла свой рассказ в 1949 году. Именно здесь начался её путь как писательницы.
31 декабря 1952 года в канун Нового года Кусака Ёко покончила с собой, бросившись под экспресс-поезд из Санномия.

## Список публикаций
- «Такая уж я женщина. Сборник произведений Кусака Ёко», издательство Вако (яп. 和光社 Вако:ся), 1955 год.
- «Сборник произведений Кусака Ёко. Женщина», издательство Рокко (яп. 六興出版 Рокко-сюппан), 1978 год.
- «Сборник поэзии Кусака Ёко», издательство Рокко (яп. 六興出版 Рокко-сюппан), 1979 год.
- «Письма Кусака Ёко», ред. Фудзи Масахару, издательство Рокко (яп. 六興出版 Рокко-сюппан), 1979 год.
- «Момент величия», книжный фонд Мусо-F (яп. 無双舎F Мусо:ся-F), 1979 год.
- «Сборник произведений Кусака Ёко. Новое издание», ред. Фудзи Масахару, издательство Косо (яп. 構想社 Ко: со: ся), 1980 год, пересмотренное издание 1989 год.
- «Сборник поэзии Кусака Ёко», издательство Хокусо (яп. 北宋社 Хокусо:ся), 2002 год.
- «Полное собрание сочинений Кусака Ёко» в 3 томах, издательство Канаэ (яп. 鼎書房 Канаэ-сёбо:), ред. Сато Кадзуо[яп.] (яп. 佐藤和夫 Сато: Кадзуо), 2003 год.
- «Признание Домино», издательство Бэнсэй (яп. 勉誠出版 Бэнсэй-сюппан), книжный фонд молодёжной художественной литературы библиотеки Бэнсэй, 2003 год.
- «И вновь прощайте. Полное собрание произведений Кусака Ёко», книжный фонд издательства Кодан (яп. 講談社 Ко:дан), 2005 год.
- «Сущность Кусака Ёко», ред. Хаякава Мари[яп.], Кавадэ Сёбо Синся[яп.] (яп. 河出書房新社 Кавадэ Сёбо:-синся), 2008 год.

## Память
- В 1953 году был издан 47-й выпуск журнала «V I K I N G», посвящённый смерти молодой писательницы[6]. Открыла его публикация предсмертной новеллы Кусака Ёко «И вновь прощайте», попавшая в руки Фудзи Масахару через Мицумура, которому девушка отдала рукописи накануне самоубийства. Помимо этого, в выпуск были включены некрологи Имаи Кадзуко[яп.], Маэда Суминори (яп. 前田純敬 Маэда Суминори), Фудзи Масахару и др.
- В 1955 году издательство Тикума[яп.] (яп. 筑摩書房 Тикума сёбо:) опубликовало работу Фудзи Масахару «Подделка. Биография Кусака Ёко». Позднее это произведение было размещено в 61-м выпуске журнала «V I K I N G» под названием «Елизавета. Биография Кусака Ёко»[7].
- В 1983 году советский композитор Михаэль Иосифович Ройтерштейн написал вокальный цикл «Переходя дорогу» на слова Кусака Ёко в переводе Е. С. Штейнера.